# Hans-Joachim Stuck
Hans-Joachim Stuck, född 1 januari 1951 i Garmisch-Partenkirchen, är en tysk racerförare. Han bor i Kitzbühel i Österrike. Han är son till racerföraren Hans Stuck. 

## Racingkarriär
Hans-Joachim Stuck tävlade under 1970-talet i sportvagnsracing och i formel 1.  Senare vann han bland annat World Sports Car Championship 1985 och Le Mans 24-timmars 1986 och 1987 i Porsche. 
Han var därefter framgångsrik i DTM för BMW i bland annat BMW 2002 och BMW M1.
Hans-Joachim Stuck har även varit TV-kommentator vid formel 1-sändningar.

## F1-karriär

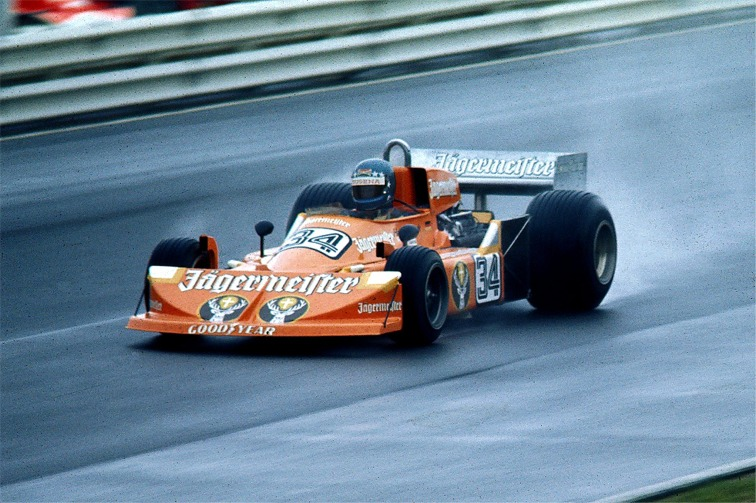
Hans-Joachim Stuck i March-Ford under träning inför Tysklands Grand Prix 1976.

| Säsong | Stall/Tillverkare                | Poäng | Placering |
| ------ | -------------------------------- | ----- | --------- |
| 1974   | March-Ford                       | 5     | 16        |
| 1975   | March-Ford                       | 0     | –         |
| 1976   | March-Ford Theodore (March-Ford) | 8 0   | 13        |
| 1977   | March-Ford Brabham-Alfa Romeo    | 0 12  | 11        |
| 1978   | Shadow-Ford                      | 2     | 18        |
| 1979   | ATS-Ford                         | 2     | 20        |

| 1. Tyskland 1977 2. Österrike 1977 | 1. USA West 1979 |